# 山本洋祐
山本洋祐（1960年6月22日—）是一名日本男子柔道运动员。他在1988年汉城夏季奥林匹克运动会中，参加了男子柔道比赛并获得男子65公斤级铜牌。